# 지우강

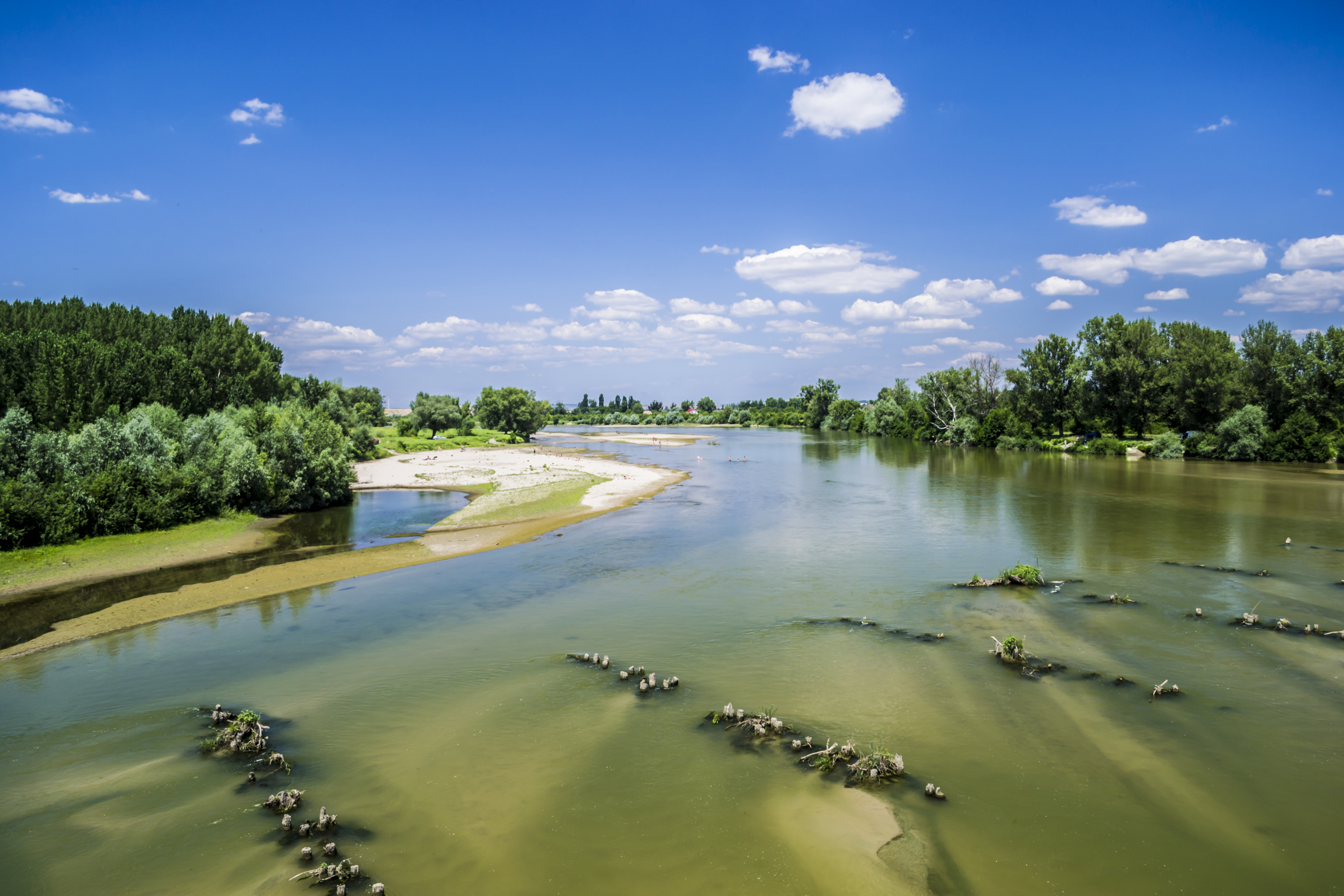
지우강

지우강(루마니아어: Râul Jiu)은 루마니아 남부의 강이다. 페트로샤니 부근에서 지류인 지울데베스트강과 지울데에스트강이 합류하여 만들어진다.